# 阿里·加拉奇
阿里·加拉奇（阿拉伯语：‎，羅馬化：Ali Karaki；1967年—2024年9月27日），是黎巴嫩武裝分子，真主黨軍事人物，曾是真主黨聖戰委員會成員之一。他是南方前線的指揮官。
加拉奇與真主黨總書記哈桑·納斯魯拉在達希耶真主黨總部舉行領導會議時，遭到以色列空軍針對性空襲並一同被擊斃。

## 生平及事蹟
卡拉奇於1967年出生於黎巴嫩南部奈拜提耶省艾因布斯瓦爾。大學畢業後，他在黎巴嫩內戰期間加入真主黨，並逐步晉升，並參與2006年黎巴嫩戰爭。隨後，他成為真主黨聖戰委員會的成員，這是真主黨最高軍事指揮機構，並擔任南方前線指揮官。此外，他還擁有畿內亞國籍。
卡拉奇曾參與多次針對以色列的戰略行動，並且在黎巴嫩南部與多次恐怖活動有關。2019年9月，美國國務院對他實施制裁，稱其為真主黨軍事領導層的重要人物。
2024年2月，以色列在納巴泰利用汽車炸彈企圖暗殺加拉奇，但當時他不在車內。在易卜拉欣·阿吉爾被暗殺後，加拉奇被任命為其接班人之一，繼續領導對抗以色列—哈馬斯戰爭中的以色列北方戰線，他也因此成為真主黨第三號指揮官。

### 死亡
2024年9月23日，加拉奇在貝魯特達希耶區比爾阿貝德地區的公寓內遭以色列空襲，受傷但倖存。他倖存的原因被認為是以色列國防軍使用的炸藥不足。
2024年9月27日，加拉奇與真主黨總書記哈桑·納斯魯拉在另一場針對性的空襲中身亡。真主黨於次日宣布納斯魯拉的死訊。9月29日，真主黨確認加拉奇之死。